# Skotfoss
- Datos: Q6515562
- Multimedia: Skotfoss / Q6515562

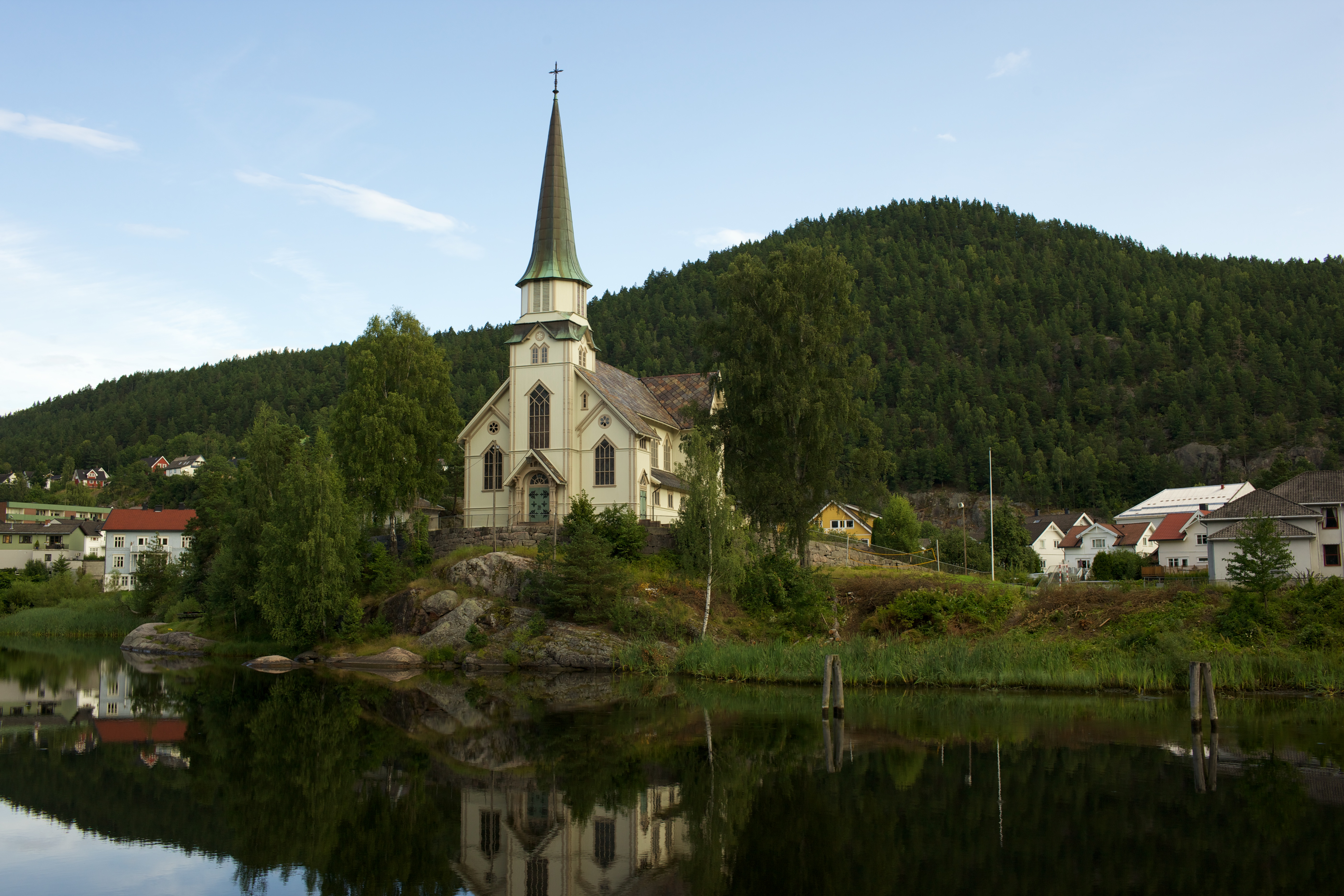

Skotfoss es un pueblo del municipio de Skien, Noruega. Se encuentra cerca del lago Nor.
Desde 1837 Skotfoss pertenecía al municipio de Solum. Solum empieza a formar parte del municipio de Skien el 1 de enero de 1964. En el pueblo viven 1800 personas.
El equipo de fútbol local Skotfoss TIF se fundó en 1893-1894.El club entró en 2010 en la 3ª división noruega. El futbolista Frode Johnsen jugó para este equipo, y también creció en este pueblo.